# Glaresis hispana
Glaresis hispana är en skalbaggsart som beskrevs av Baguena 1959. Glaresis hispana ingår i släktet Glaresis och familjen Glaresidae. Inga underarter finns listade i Catalogue of Life.